# 十二月二十四日鎮
十二月二十四鎮（西班牙語：24 de Diciembre），是巴拿馬的城鎮，位於該國中東部，由巴拿馬省的巴拿馬區負責管轄，面積78.8平方公里，2010年人口65,404，人口密度每平方公里830人。